# Francis Lombardi (azienda)
La Francis Lombardi è stata una carrozzeria automobilistica italiana fondata nel 1947 a Vercelli da Francis Lombardi.

## Storia
È stata una carrozzeria automobilistica che ben presto sarebbe divenuta famosa per le sue realizzazioni. Inizialmente fu perseguita una certa attività anche nel settore aeronautico, ma per poco tempo. A partire dal 1950, l'attività venne concentrata esclusivamente nel settore automobilistico. 

### Modelli

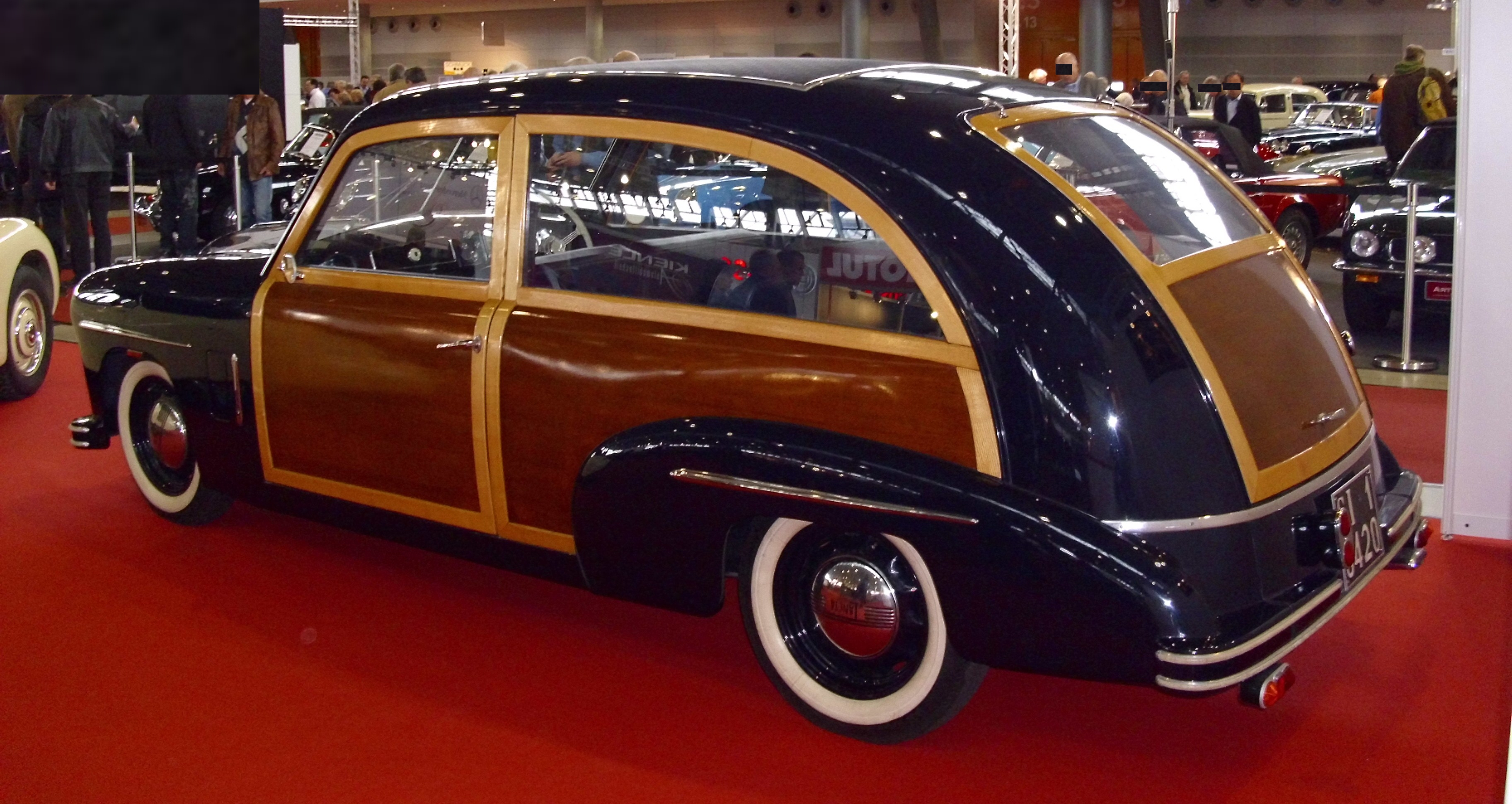
La special familiare Lancia Aprilia del 1948

Le prime realizzazioni di Francis Lombardi consistevano nella realizzazione di giardinette con carrozzerie finite in legno, su base Lancia Aprilia. 
Tra le altre specialità della Francis Lombardi, era la conversione in limousine di alcune berline FIAT dell'epoca, tra cui la Fiat 1400 e la Fiat 1800, realizzate mediante l'allungamento del passo e la dotazione di interni lussuosi e ricercati. Di particolare pregio la limousine approntata nel 1966 su telaio Fiat 2300 114B, dotata di tetto in cristallo asportabile, commissionata dal Vaticano per gli spostamenti di Papa Paolo VI. 
Ma non si occupò solo di vetture di fascia alta: notevoli e degni di essere ricordati furono anche i lavori su base 600, 850 "Grand Prix" e 127, vetture che vennero dotate di quattro porte (cinque nel caso del modello più recente). Un ottimo successo commerciale fu conseguito con la versione speciale della "Nuova 500" denominata "My Car".
Per la sua prolifica attività, Francis Lombardi ottenne diversi riconoscimenti. Durante gli anni sessanta la sua attività si estese anche a furgoni e mezzi per servizi particolari, come per esempio le autoscale. Non venne però trascurata la tradizionale attività in campo automobilistico, che vide la creazione di alcune coupé su basi FIAT e NSU.
Negli ultimi anni di attività vennero realizzate delle fuoriserie su base Fiat 128 e Lancia 2000.
La carrozzeria Francis Lombardi chiuse i battenti nel 1976.